# Leordina
Leordina (ungarisch Leordina) ist eine Gemeinde im Kreis Maramureș in Rumänien.

## Lage
Leordina liegt etwa 31 km südöstlich der Stadt Sighetu Marmației im Tal des Flusses Vișeu (Theiß).

## Geschichte
Der Ort wurde nach verschiedenen Angaben 1353 oder 1373 unter der Bezeichnung Vysso erstmals urkundlich erwähnt. Er war über mehrere Jahrhunderte Teil des Komitats Maramuresch und damit des Königreichs Ungarn. Nach dem Ersten Weltkrieg gelangte er zu Rumänien.

## Bevölkerung
Seit Beginn der offiziellen Volkszählungen im Jahr 1850 war die Gemeinde überwiegend von Rumänen bewohnt. Bis zum Zweiten Weltkrieg stellten Juden die größte Minderheit (1920 etwa 20 Prozent). Inzwischen sind die Bewohner von Leordina nahezu ausschließlich Rumänen; 2002 wurden ein Ungar, ein Türke und sieben Ukrainer erfasst.

## Verkehr
Durch Leordina verläuft etwa 4,5 km lang die Nationalstraße DN18, welche von Baia Mare nach Iacobeni führt. Nach Sighetu Marmației und Vișeu de Sus bestehen Busverbindungen. Der Ort hat zwei Haltepunkte an der Bahnstrecke Valea Vișeului–Borșa.

## Sehenswürdigkeiten
Der Ort selbst weist keine Besonderheiten auf. Er ist durch seine landschaftlich attraktive Lage touristisch interessant.

## Galerie

Der Ortseingang von Leordina aus Richtung Petrova
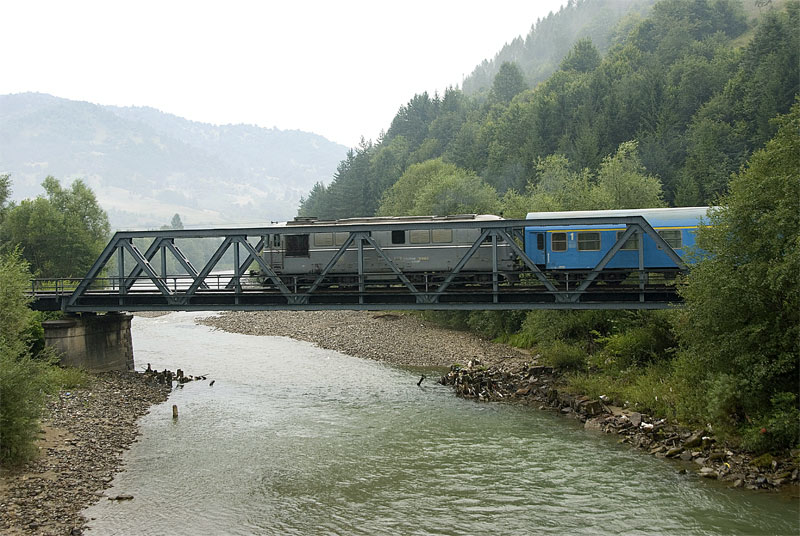
Parallel zur Brücke der Nationalstraße 18 befindet sich auf der Bahnstrecke Valea Vișeului–Borșa ein Regionalzug Richtung Vișeu de Jos
Im Süden des Ortes befindet sich der Haltepunkt
Am südlichen Ortsende befindet sich dieses Schrankenwärterhäuschen